# Dumitru Arhip

a Compétitions nationales et continentales officielles uniquement.

b Matchs officiels uniquement.
Dernière mise à jour le 12 janvier 2025.
Dumitru Arhip, né le 12 novembre 1988 à Camenca (Moldavie), est un joueur international moldave de rugby à XV qui évolue au poste de pilier pour les Dragons.
Son frère cadet, Victor Arhip, est également un joueur international de rugby à XV.

## Biographie
Dumitru Arhip découvre le rugby à XV au sein de USEFS Blumarine Chișinău, avant de rejoindre les rangs juniors du Dinamo Bucarest. Il fait ses débuts professionnels au sein de l'effectif du Dinamo Bucarest. Il part ensuite en Russie, où il signe un contrat de trois ans au sein de l'Enisey-STM, avec qui il remporte deux titres de champion de Russie. Il est repéré par le staff des Ospreys lors d'un stage en Irlande avec son club d'Enisey.
Il fait ses débuts au pays de Galles en jouant neuf matchs lors de sa première saison. Mais il se blesse et manque sa deuxième année. Il revient en forme en 2014-2015, devenant l'un des joueurs clefs de son équipe. Une prolongation de contrat de trois saisons lui est ainsi proposée, jusqu'en 2018.
Au terme de son contrat, il lui est proposé de prolonger. Il reçoit aussi une offre du Montpellier Hérault Rugby, mais décide finalement de s'engager en faveur des Cardiff Blues pour deux saisons. En 2020, il signe un nouveau contrat en faveur des Blues, déclarant « se sentir à la maison [au pays de Galles] ».
Après la fin de son contrat à l'issue de la saison 2022-2023 avec Cardiff Rugby, il est sans club pendant un temps avant de s'engager en mars 2024 avec les Dragons en tant que joueur supplémentaire jusqu'à la fin de la saison en raison de blessures dans l'effectif. Finalement, durant l'été, son contrat est prolongé.

## Palmarès
- Vainqueur du Championnat de Russie en 2011 et 2012.

## Statistiques

### En sélection
| Année | Compétition      | Matchs | Points | Essais | Transf. | Drops | Pénal. |
| ----- | ---------------- | ------ | ------ | ------ | ------- | ----- | ------ |
| 2010  | ENC 1B 2010-2012 | 1      | -      | -      | -       | -     | -      |
| 2011  | ENC 1B 2010-2012 | 6      | 5      | 1      | -       | -     | -      |
| 2012  | ENC 1B 2010-2012 | 2      | 10     | 2      | -       | -     | -      |
| 2013  | ENC 1B 2012-2014 | 1      | 15     | 3      | -       | -     | -      |
| 2014  | ENC 1B 2014-2016 | 1      | 5      | 1      | -       | -     | -      |
| 2015  | ENC 1B 2014-2016 | 1      | -      | -      | -       | -     | -      |
| 2016  | ENC 1B 2014-2016 | 2      | -      | -      | -       | -     | -      |
| Total | Total            | 15     | 35     | 7      | -       | -     | -      |

| Essai | Adversaire | Lieu                                       | Compétition      | Date             | Résultat | Score |
| ----- | ---------- | ------------------------------------------ | ---------------- | ---------------- | -------- | ----- |
| 1     | Allemagne  | Stade Dinamo (en), Chisinau                | ENC 1B 2010-2012 | 2 avril 2011     | Victoire | 28-15 |
| 1     | Belgique   | Stade Dinamo (en), Chisinau                | ENC 1B 2010-2012 | 9 mars 2012      | Défaite  | 16-17 |
| 1     | Allemagne  | Fritz-Grunebaum-Sportpark (en), Heidelberg | ENC 1B 2010-2012 | 23 mars 2012     | Défaite  | 40-7  |
| 2     | Ukraine    | Ukraine                                    | ENC 1B 2012-2014 | 7 avril 2013     | Victoire | 18-38 |
| 1     | Pologne    | Stade Dinamo (en), Chisinau                | ENC 1B 2012-2014 | 13 avril 2013    | Victoire | 24-20 |
| 1     | Pologne    | Stade Dinamo (en), Chisinau                | ENC 1B 2014-2016 | 15 novembre 2014 | Victoire | 48-25 |